# Liste der portugiesischen Botschafter in Eritrea
Die Liste der portugiesischen Botschafter in Eritrea listet die Botschafter der Republik Portugal in Eritrea auf.
Erstmals akkreditierte sich ein portugiesischer Vertreter im Jahr 1995 in der eritreischen Hauptstadt Asmara. Eine eigene Botschaft eröffnete Portugal dort nicht, der Portugiesische Botschafter in Ägypten (bis 2012 der Portugiesische Botschafter in Kenia) ist für Eritrea zuständig und wird dort zweitakkreditiert (Stand 2019).

## Missionschefs
| Name                                         | Bild    | Amtszeit  | Anmerkungen                                                              |
| Eritrea                                      | Eritrea | Eritrea   | Eritrea                                                                  |
| -------------------------------------------- | ------- | --------- | ------------------------------------------------------------------------ |
| José Caetano de Campos Andrade Costa Pereira |         | ab 1995   | Botschafter mit Amtssitz Nairobi, am 8. Juni 1995 in Asmara akkreditiert |
| José Manuel de Carvalho Lameiras             |         | ab 1999   | Botschafter mit Amtssitz Nairobi                                         |
| Júlio Francisco de Sales Mascarenhas         |         | ab 2002   | Botschafter mit Amtssitz Nairobi                                         |
| Luis João de Sousa Lorvão                    |         | ab 2005   | Botschafter mit Amtssitz Nairobi                                         |
| Alexandre Maria Lindim Vassalo               |         | ab 2011   | Botschafter mit Amtssitz Nairobi                                         |
| António Manuel Moreira Tânger Corrêa         |         | ab 2012   | Botschafter mit Amtssitz Kairo                                           |
| Maria Madalena Lobo Carvalho Fischer         |         | seit 2015 | Botschafterin mit Amtssitz Kairo                                         |